# Dunc Munro
Duncan Brown (Dunc) Munro (Elgin, 19 januari 1901 - Montreal, 3 januari 1958) was een Canadese ijshockeyspeler. Munro won met zijn ploeg de Toronto Granites zowel in 1922 als in 1923 de Allan Cup en vanwege de winst in 1923 mochten de Toronto Granites Canada vertegenwoordigen op de Olympische Winterspelen 1924. Munro was aanvoerder van de ploeg die de olympische gouden medaille veroverde. Munro was tevens scheidsrechter tijdens de voorronde wedstrijd België tegen de Verenigde Staten op de spelen. Munro tekende een professioneel contract bij de Montreal Maroons en werd hiermee de best betaalde speler en veroverde in 1926 de Stanley Cup